# Ana Leszczyńska
Ana Leszczyńska (Trzebnica, 25 de maio de 1699 – Mandelbachtal, 20 de junho de 1717) foi uma Princesa da Polônia da Casa Real de Leszczyński. Seu pai era o rei Estanislau I Leszczyński da Polônia e sua mãe, a princesa Catarina Opalińska, era irmã de Maria Leszczyńska, rainha consorte da França e Navarra. Ana foi a candidata mais cogitada para se casar com o rei sueco Carlos XII.

## Biografia
Ana Leszczyńska nasceu na cidade de Trzebnica, Voivodia da Baixa Silésia, na Comunidade das Duas Nações.
Era a primogênita do rei Estanislau I Leszczyński da Polônia e da rainha Catarina Opalińska. Nascida quando seu pai foi colocado no trono polaco pelos exércitos suecos de Carlos XII da Suécia, Ana teve uma infância conturbada, tendo que seguir para o exílio com sua família, logo após seu pai ser deposto do trono polaco pelo eleitor da Saxônia, futuro Augusto II da Polônia.
Ela recebeu uma educação cuidadosa. Ana morreu de pneumonia aos dezoito anos de idade no claustro de Gräfenthal, no distrito de Mandelbachtal em Saarpfalz. Muitos médicos chamados para o seu leito de cama por seu pai provavelmente aceleraram sua morte, multiplicando as purgas e sangrando. Sua morte devastou a família Leszczyński, especialmente seu pai, que estava planejando um casamento entre sua filha e o rei Carlos XII da Suécia.
O rei Estanislau ordenou a sua segunda filha Maria, que nunca mais pronunciasse o nome de Ana, e ela seguiu essa ordem tão cuidadosamente mesmo na frente de seu marido, o rei Luís XV, que anos mais tarde ele ficou surpreso ao saber que ela tinha uma irmã.